# Dukala-Abda
Dukala-Abda (en árabe: دكالة عبدة) fue hasta 2015 una de las dieciséis regiones en que estaba organizado Marruecos. Su capital era Safí.
La región se situaba en el este del país, en la costa del océano Atlántico. Al norte limitaba con Gran Casablanca, al sur con Marrakech-Tensift-Al Hauz y al este con Chauía-Uardiga.
Contaba con un total de 1.984.039 habitantes repartidos en 	
13.285 km².

## Subdivisiones
La región se dividía en dos provincias:
- Provincia de Safí
- Provincia de El Yadida